# ۴۹۱ (قمری)
۴۹۱ (قمری)، چهارصد و نود و یکمین سال در گاهشماری هجری قمری است. اول محرم این سال برابر با پانزدهم دسامبر سال ۱۰۹۷ میلادی است.

## رویدادها
- بنیانگذاری پادشاهی خوارزمشاهیان

## وابسته
- عبدالقادر گیلانی